# Greda (Sisak)
Greda is een plaats in de gemeente Sisak in de Kroatische provincie Sisak-Moslavina. De plaats telt 1010 inwoners (2001).